# مبارك محمد
مبارك محمد مبارك جمعة أحمد حبيب (ولد في 18 أغسطس 2003 في المحرق، البحرين) لاعب كرة قدم بحريني يجيد اللعب في مركز الجناح الأيسر. يلعب حاليا لصالح المحرق البحريني منذ 2021.